# استیون پینار
استیون جروم پینار (انگلیسی: Steven Jerome Pienaar؛ زاده ۱۷ مارس ۱۹۸۲) بازیکن فوتبال پیشین اهل آفریقای جنوبی است که کاپیتان تیم ملی آفریقای جنوبی بود. پست اصلی او وینگر بود اما به عنوان هافبک هجومی نیز بازی می‌کرد.

## افتخارات

### باشگاهی
آژاکس آمستردام
- لیگ برتر فوتبال هلند: ۰۲–۲۰۰۱، ۰۴–۲۰۰۳
- جام حذفی فوتبال هلند: ۰۲–۲۰۰۱، ۰۶–۲۰۰۵
- سوپر جام فوتبال هلند: ۲۰۰۲، ۲۰۰۵